# Hungry Eyes
Singles de Eric Carmen
The Rock Stops Here
(1986) Make Me Lose Control
(1988)
Pistes de Dirty Dancing
She's Like the Wind Stay
Hungry Eyes est une chanson interprétée par Eric Carmen et extraite de la bande originale du film Dirty Dancing. 

## Classements
| Classements des ventes de 45 tours (1987-1988) | Meilleure position |
| ---------------------------------------------- | ------------------ |
| États-Unis (Billboard Hot 100)                 | 4                  |
| Canada                                         | 2                  |
| Allemagne                                      | 16                 |
| Royaume-Uni                                    | 82                 |